# Poecile carolinensis
El carbonero de Carolina (Poecile carolinensis), es una especie de aves paseriformes de la familia Paridae, nativa de América del Norte. 

## Distribución y hábitat
Su hábitat de cría son los bosques mixtos caducifolios en el este de los Estados Unidos, desde Nueva Jersey hasta el sur de Kansas, el centro de Florida y sur de Texas. Existe un vacío en su distribución en las montañas Apalaches, donde es reemplazado por su pariente Poecile atricapillus. En las áreas donde los rangos se superponen puede ser difícil la identificación.